# 1,4,7,10-Tetraazacyclododecan-1,4,7,10-tetraessigsäure
1,4,7,10-Tetraazacyclododecan-1,4,7,10-tetraessigsäure, meist nur als DOTA bezeichnet, ist eine vierprotonige Säure und chemisch mit der Ethylendiamintetraessigsäure (EDTA) verwandt. DOTA wird in der Medizin als chelatisierender Komplexbildner verwendet.

## Synthese
DOTA wird am einfachsten durch die Umsetzung von Cyclen (1,4,7,10-Tetraazacyclododecan) mit vier Äquivalenten Bromessigsäure hergestellt.
Auf diese Weise wurde DOTA erstmals 1976 von Hermann Stetter und Wolfram Frank am Institut für Organische Chemie der TH Aachen synthetisiert.

## Verwendung
Die ausgezeichneten Komplexbildungseigenschaften bei zwei- und dreiwertigen Metall-Kationen prädestinieren DOTA für den Einsatz in der Medizin. Sowohl in der Diagnostik, als auch in der Therapie, werden DOTA beziehungsweise Derivate des DOTA (sogenannte Konjugate) eingesetzt. So wird beispielsweise der 1:1-Komplex aus Gd3+ und DOTA zum Transport als Kontrastmittel bei MRT-Untersuchungen genutzt. Die Verbindung hat den internationalen Freinamen Gadotersäure (Markenname Dotarem, Multihance, Gadovist).
In der Nuklearmedizin wird unter anderem die Verbindung DOTATOC, ein DOTA-Tyrosin-Konjugat mit Octreotid, für Diagnostik und Therapie metastasierter neuroendokriner Tumoren verwendet. Für die Diagnostik wird das DOTA beispielsweise mit dem Isotop 68Gallium beladen, für die Therapie mit β-Strahlern wie beispielsweise 90Yttrium. DOTA ist der in der Nuklearmedizin am häufigsten verwendete Chelator, da es mit vielen Nebengruppen- und Übergangsmetallen Komplexe extrem hoher Stabilität bildet.